# Weston-normaalelement
De Weston-normaalelement (of Weston-cel) is een speciale galvanische cel met een bekende constante bronspanning. Deze cel werd in laboratoriums gebruikt voor het kalibreren van voltmeters. Deze energiebron werd in 1893 door Edward Weston uitgevonden en in 1911 aangenomen als internationale referentie voor de volt, de eenheid van elektrische spanning.

## Constructie

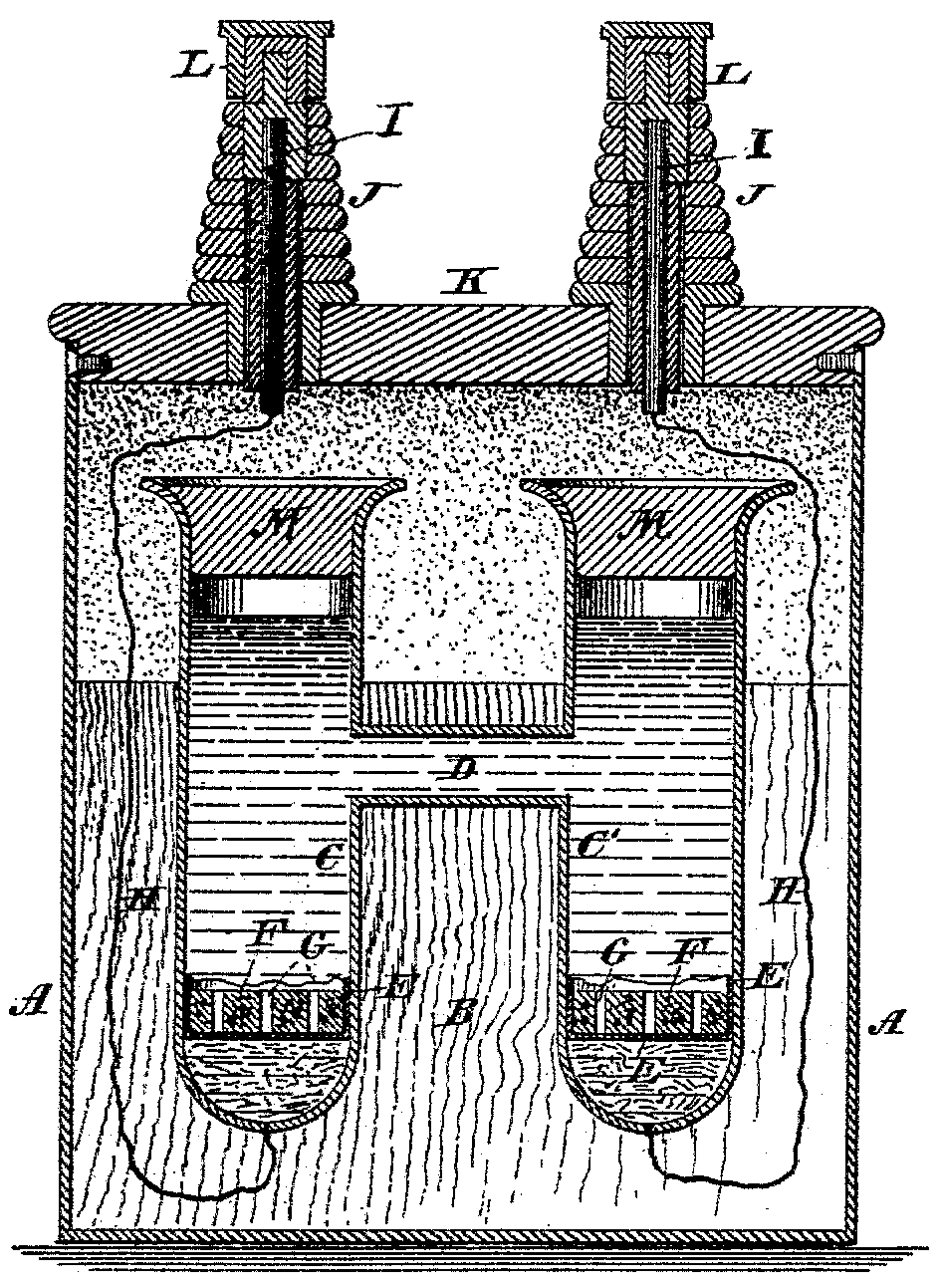

Zoals getoond op de afbeelding bestaat de cel uit een H-vormige glazen buis met in ieder been een elektrode. De ene elektrode bestaat uit cadmiumamalgaam, een legering van cadmium en kwik, de andere uit zuiver kwik met daarboven een pasta van kwik(I)sulfaat (Hg2SO4) als depolarisator. Het geheel bevindt zich in een oplossing (elektrolyt) van cadmiumsulfaat (CdSO4). Aan de onderkant van de glazen buis zijn elektrische draden van platina aangebracht. De redoxreactie hierbij is:
{\displaystyle {\ce {Cd + Hg2SO4 -> 2Hg + CdSO4}}}
Verzadigd cadmiumsulfaat
In het originele ontwerp van Weston is de cadmiumsulfaatoplossing verzadigd en levert een constante bronspanning van 1,01865 volt, mits de temperatuur van 20 °Celsius gehandhaafd wordt. 
Onverzadigd cadmiumsulfaat
Deze levert een constante bronspanning van 1,01925 volt, die onafhankelijk is van de temperatuur. Nadeel is dat de spanning afneemt met 80 millivolt per jaar, waardoor deze periodiek gekalibreerd moet worden tegen een element met verzadigd cadmiumsulfaat.

## Toepassing
Het Weston-normaalelement is niet bedoeld om zelf stroom te leveren, maar dient slechts ertoe om andere spanningsbronnen te ijken – bijvoorbeeld in een poggendorff-compensatieschakeling. Voor de levensduur van het element is het zelfs belangrijk dat het stroomverbruik tot een minimum beperkt blijft. Een gewone voltmeter zou al te veel verbruiken.
Sinds 1990 wordt als referentie van de elektrische spanning in praktische doeleinden deze elektrochemische cel niet meer gebruikt, maar wordt de josephson-spanningsstandaard gebruikt. Met behulp van het josephson-effect wordt de grootte van de spanning bepaald door een zeer nauwkeurig te meten frequentie.